# Roland Hennig
Pour les articles homonymes, voir Hennig.
Roland Hennig (né le 19 décembre 1967 à Hoyerswerda) est un coureur cycliste allemand. Lors des Jeux olympiques de 1988 à Séoul, il a remporté la médaille d'argent de la poursuite par équipes avec l'équipe de la RDA, composée de Carsten Wolf, Steffen Blochwitz et Dirk Meier. Il a également été deux fois vice-champion du monde de cette discipline en amateurs, en 1986 et 1987.

## Palmarès sur piste

### Jeux olympiques
- Séoul 1988
  -  Médaillé d'argent de la poursuite par équipes (avec Carsten Wolf, Steffen Blochwitz et Dirk Meier)

### Championnats du monde
- 1986
  -  Médaillé d'argent de la poursuite par équipes amateurs (avec Bernd Dittert, Steffen Blochwitz et Dirk Meier)
- 1987
  -  Médaillé d'argent de la poursuite par équipes amateurs (avec Carsten Wolf, Steffen Blochwitz et Dirk Meier)

### Championnats nationaux
- Champion d'Allemagne de l'Est de poursuite par équipes (avec Steffen Blochwitz et Dirk Meier)

## Palmarès sur route
- 1987
  - 1re et 5e étapes du Tour de Liège
  - 2e du Tour de Liège
- 1992
  - 6e étape du Teleflex Tour